# Albertine Sarrazin
Albertine Sarrazin (17 de setembre de 1937, Alger – 10 de juliol de 1967, Montpeller) va ser una escriptora i poetessa francesa, que es feu famosa arran de la seva novel·la semi-autobiogràfica L'Astragale. Fou la primera dona a França que contà la seva vida de prostituta i de delinqüent, a més de la seva experiència a una presó per a dones.

## Infantesa
Abandonada el mateix dia del seu naixement a l'Assistència Pública d'Alger (Algèria), la futura escriptora fou batejada Albertine Damien el 23 de setembre, segons el principi de donar el nom de sant del dia en què s'ha trobat el nadó. L'adoptà el febrer del 1939 una parella que no tenia descendència. El pare, de 58 anys, era un metge militar estacionat a Alger. La seva mare, Thérèse, - que designava amb el nom "mother" a la seva correspondència - tenia 55 anys i només treballà en temps de guerra com a infermera. L'adopció definitiva es feu vigent el 17 de novembre de 1941. Quan tenia dos anys, Albertine fou víctima de paludisme, un episodi dissortat que va marcar el principi d'una llarga sèrie de problemes mèdics. Els seus pares l'enviaren a les escoles religioses d'Algèria. El 1947, obtingué el diploma d'educació religiosa i també el certificat elemental que fou signat per l'arquebisbe d'Alger. Quan el seu pare deixà l'exèrcit el 15 d'abril de 1941, la família se n'anà d'Alger el 1947 per a instal·lar-se a Ais de Provença.
Albertine havia de prosseguir les regles de comportament estrictes d'una noia educada en un àmbit burgès. Fou inscrita al col·legi Sainte-Catherine-de-Sienne d'Ais de Provença, on obtingué molts primers premis d'excel·lència, a desgrat del traumatisme que suposà la violació de la qual fou víctima quan tenia deu anys i que li va infligir el seu oncle.
El 1949, començà a escriure en uns quadernets el seu primer text, Les aventures de trois guides indisciplinées. El 1952, fou inscrita com a interna en un liceu però com que el seu pare jutjà que tenia problemes de comportament, l'obligà a consultar un psiquiatre. Aquest tot i que no detectà cap problema seriós va recomanar un allunyament de la seva família. El jutge acordà aleshores l'autorització al pare per a tancar la seva filla a la presó.
A conseqüència fou enviada forçosament a la presó Bon Pasteur de Marsella. Després d'arribar-hi rebé un altre nom, Anick (com s'acostumava a fer llavors amb tota la gent que arribava a aquell establiment). Albertine hi romangué sis anys, fins a la seva majoria (que en aquell temps era als 21 anys). Alhora el coronel intentà d'anul·lar l'adopció i s'engegà una enquesta social.

## El procés
El 1953, va passar la primera part del seu batxillerat, i se n'anà a París. Amb una companya de presó que havia retrobat a París, feu mala vida, començà a prostituir-se, a robar en les cotxes i a les botigues. A les darreries del 1953, aprofità una visita al seu pare a Marsella per a robar-li la pistola abans de tornar a París. Amb aquesta arma participà en un atracament durant el qual la seva còmplice va ferir la dependenta d'un cop de pistola.
Totes dues foren detingudes el 20 d'agost. Alguns dies després foren portades davant d'un jutge abans de ser separades. Fou en aquell període que va encetar l'escriptura de Les carnets verts. Uns quants dies després, fou transferida per la fiscalia a la Presó de Fresnes. El 1954 començà a escriure poemes i l'any següent passà la segona part del seu batxillerat a Vanves.
El novembre de 1955, les dues amigues van comparèixer davant l'audiència de menors del Seine; el procés es feu a porta tancada. Albertine va burlar-se dels jutges i dels jurats en declarar: «No tinc cap remordiment. Quan en tingui, ja us ho diré». La seva condemna fou de set anys de presó mentre que la seva còmplice només fou sentenciada a cinc anys, primer a la presó de Fresnes i més tard a la presó escola de Doullens al nord de França, el 1956. Tenia el número 504, i fou tancada a la secció Béarn. Alhora, els seus pares, als quals havia demanat un advocat, varen revocar l'adopció plenària, un esdeveniment raríssim a França.
A l'octubre del 1957 s'inscrigué al certificat d'estudis literaris generals clàssics. El 19 d'abril del 1957, es va escapar de la presó. Saltà la muralla que feia deu metres i quan tocà el terra es trencà l'astràgal, un os petit del peu, la qual cosa dificultà que caminés. A despit de la seva ferida, s'arrossegà fins a la carretera.

## El gran amor
Fou arran d'aquesta evasió quan començà la seva història d'amor amb Julien Sarrazin. Aquest, un malfactor petit, que la va veure a la vora de la carretera, la va dur i amagar a la casa de sa mare. Després d'atendre-la i de curar les seves ferides, s'enamorà d'ella. Després va amagar-la a un bar de barriada a Créteil, «la petite Venise». Fou hospitalitzada a Créteil i operada de l'astràgal.
Al març del 1958, després de la detenció de Julien, Albertine, sola a París, decideix prostituir-se per a sobreviure. Aleshores va conèixer un mecànic, Maurice Bouvier, de malnom l'oncle, que esdevingué un client regular. Uns quants mesos després Julien fou alliberat i se n'anaren tot dos a viure a Calais. El 8 de setembre de 1958, Julien fou detingut una altra vegada, a Abbeville arran d'un robatori mentre que Albertine ho fou per ús de documentació falsa. Julien fou alliberat el 17 de setembre mentre que Albertine degué complir la seva pena a Doullens, abans el seu transferiment a Amiens al departament de les dones, al qual s'ocupa de la neteja i del taller de costura. Alhora estudià filosofia i anglès. Escrigué alguns poemes i començà Times, journal de prison 59.
El 7 de febrer 1959, la parella es casà à l'ajuntament del X districte de París, entre dos gendarmes. Fou en aquell període que començà l'escriptura de La Cavale. A conseqüència fou traslladada a Soissons, i així Julien la pogué veure més sovint. Va ser empresonat per un nou robatori i condemnat a quinze mesos de presó. Fou alliberat el 23 de setembre de 1960.
A l'octubre, Albertine obtingué una gràcia de set mesos. El 1961, tingué un accident de cotxe, amb Julien i la mare del seu marit, la qual morí a conseqüència. Julien tornà a la presó, aquesta vegada a Pontoise, per haver robat unes joies i Albertine per recobriment. Fou alliberada el 6 de juny de 1963. El gener de 1964 Albertine s'instal·là a Alès per a acostar-se a Nimes on Julien estava empresonat. Ingressà aleshores com a periodista independent al Méridional.
El 7 d'abril, arran del robatori d'una ampolla de whisky a un supermercat, fou condemnada a quatre mesos a Alès. Començà aleshores a escriure Les soleils noirs (Els sols negres) que més tard es rebatejà l'Astragale. Quan fou alliberada el 9 d'agost, decidiren ambdós instal·lar-se en una casa vella d'un antic client d'Albertine les Cevenes.

## El període d'èxit
El 27 d'abril de 1964, el director de l'editorial Jean-Pierre Castelnau acceptà els manuscrits de L'Astragale i de La Cavale. Aleshores l'escriptora feu via cap a Montpeller, per a corregir-ne les darreres galerades. El 1966 va arribar per fi la seva hora de glòria. El mateix any, rebé le prix des quatre-jurys 1966. Més endavant acabà La Traversière que es publicà el 25 de novembre. La seva fama s'estengué més enllà de la frontera francesa i L'Astragale es traduí a diverses llengües, com ara l'espanyol amb el títol El Astragalo. A l'entrada de 1967, acumulà tota una sèrie d'operacions de l'astràgal i dels ovaris, entre d'altres. Tot i així, tals desgràcies no la van descoratjar pas de treballar a l'adaptació al cinema de L'Astragale.

## La seva mort
El 1967, morí a conseqüència d'una operació del renyó, fatigada pel consum d'alcohol, de tabac, de dues altres operacions recents i la seva vida caòtica. L'anestesista diletant no l'havia auscultat ni controlat el seu grup sanguini, i no hi havia vigilància post-operativa. A més a més, no hi havia sang de reserva a aquella clínica de Montpeller.
El seu marit va querellar-se contra l'equip mèdic al tribunal però la fiscalia va arxivar. Julien va apel·lar i guanyar el judici en segona instància. El cirurgià i l'anestesista foren condemnats a dos mesos de presó amb llibertat provisional i una multa de 90.000 francs per homicidi involuntari.

## Traduccions, adaptacions i legat
L'Astragale fou adaptada al cinema per Guy Casaril el 1968 amb Marlène Jobert en el paper principal de la jove delinqüent Anne i Horz Buchholz que interpretava el seu company Julien; el 2015 també n'aparegué una altra versió cinematogràfica, dirigida per Brigitte Sy. El 1971 Michel Mitrani feu una adaptació de La Cavale. S'han fet traduccions d'aquesta novel·la a diverses llengües, com ara l'italià (el 1966 i el 2001), l'espanyol i l'anglès (el 1967). El 2001 Jacques Layani edità una biografia sobre aquesta escriptora: Albertine Sarrazine, une vie. S'han fet diverses adaptacions, més o menys fidels, de la seva vida al teatre. No fou fins al 2021 quan es publicà en català L'astràgal (Nova Editorial Moll), traduïda per Àlvaro Calero Pons.
L'Ajuntament de Valfaunés (Erau) creà un premi Prix de la nouvelle Albertine Sarrazin el 2010.

## Obres
- L'Astragale (Jean-Jacques Pauvert, 1965)
- La Cavale (Jean-Jacques Pauvert, 1965)
- La Traversière (Jean-Jacques Pauvert, 1966)
- Romans, lettres et poèmes (Jean-Jacques Pauvert, 1969)
- Poèmes (Jean-Jacques Pauvert, 1969)
- Lettres à Julien (Pauvert, 1971)
- Journal de prison 1959 (éditions Sarrazin, 1972)
- la Crèche, Bibiche, l'Affaire Saint-Jus, le Laveur (nouvelles, éditions Sarrazin, 1973)
- Lettres de la vie littéraire (Pauvert, 1974)
- Le Passe-Peine (Julliard, 1976)
- Biftons de prison (1976)
- Journal de Fresnes

El conjunt d'aquests llibres ha tingut una tirada superior als 3 milions d'exemplars en francès.